# Premis Godoy 2005
Els Premis Godoy 2005, a imitació dels Razzies, pretenen premiar a les pitjors aportacions cinematogràfiques de l'any 2005. Els nominats del 2005 es van presentar el 14 de desembre de 2005 i la resolució de les votacions es va fer pública el 27 de gener de 2006.
'Hot milk' va aconseguir igualar el rècord de premis (vuit) que estava en mans de FBI: Frikis buscan incordiar des de l'edició anterior. Santiago Segura per fi va aconseguir fer-se amb un premi (pitjor actor per El asombroso mundo de Borjamari y Pocholo) en el seu onzè intent.

## Nominats

### Pitjor Pel·lícula
- El asombroso mundo de Borjamari y Pocholo de Juan Cavestany i Enrique López
- Hot milk de Ricard E. Bofill Maggiora (guanyador)
- Kibris: la ley del equilibrio de Germán Monzó
- R2 y el caso del cadáver sin cabeza d'Álvaro Sáenz de Heredia
- Un rey en La Habana d'Alexis Valdés

### Pitjor director
- Enrique López Lavigne i Juan Cavestany per El asombroso mundo de Borjamari y Pocholo
- Juan Pinzás per El desenlace
- Ricard Bofill per Hot milk (guanyador)
- Álvaro Sáenz de Heredia per R2 y el caso del cadáver sin cabeza

### Pitjor actriu
- Leticia Dolera per Semen, una historia de amor
- Ariadna Gil per Hormigas en la boca
- Cristina Piaget per La monja
- Ana Turpin per Hot milk
- Paula Vázquez per  Kibris: la ley del equilibrio (guanyador)

### Pitjor actor
- Javier Gurruchaga per R2 y el caso del cadáver sin cabeza
- Daniel Guzmán per A golpes
- Jordi Mollà per Ausentes
- Santiago Segura per El asombroso mundo de Borjamari y Pocholo (guanyador)
- Jordi Vilches per Fin de curso

### Pitjor actriu de repartiment
- Lorena Bernal per  Kibris: la ley del equilibrio (guanyador)
- Sandra Collantes per R2 y el caso del cadáver sin cabeza
- Najwa Nimri per 20 centímetres
- Verónica Sánchez per Camarón
- Natalia Verbeke per El método

### Pitjor actor de repartiment
- Juan Diego Botto per Obaba
- Javier Cámara per La vida secreta de les paraules
- Carlos Latre per Torrente 3: el protector (guanyador)
- Paul Naschy per Rottweiler
- Pepe Sancho per  Kibris: la ley del equilibrio

### Pitjor guió
- Pilar Martín i Juan Pinzás per El desenlace
- Ricardo Bofill per Hot milk (guanyador)
- Álvaro Sáenz de Heredia per R2 y el caso del cadáver sin cabeza
- Jaume Gil i Llopart, Fina Fernández, Rafael Ibáñez i Germán Monzón per  Kibris: la ley del equilibrio
- Santiago Segura per Torrente 3: el protector

### Pitjor direcció artística
- El desenlace
- Arturo Arpa per Hot milk (guanyador)
- Kibris: la ley del equilibrio
- Antonio Belinzón per R2 y el caso del cadáver sin cabeza
- Derubin Jacome per Un rey en La Habana

### Pitjor banda sonora
- Carlos Jean per Ausentes
- Ana Turpin per Hot milk (guanyador)
- Oriol Saña per  Kibris: la ley del equilibrio
- B.Torrijos per R2 y el caso del cadáver sin cabeza
- Edesio Alejando per Un rey en La Habana

### Pitjors efectes especials
- Raúl Romanillos per El asombroso mundo de Borjamari y Pocholo
- Josep Maria Aragonés per Hot milk (guanyador)
- Kibris: la ley del equilibrio
- Nike Alonso per La monja
- Gregory Ramoundos per Rottweiler

### Pitjor vestuari
- Beatriz San Juan per El asombroso mundo de Borjamari y Pocholo
- María Gil i Marta Wazinger per Hot milk (guanyador)
- Kibris: la ley del equilibrio
- Inma García per R2 y el caso del cadáver sin cabeza
- Diana Fernández per Un rey en La Habana

### Pitjor perruqueria i maquillatge
- Nieves Martín i Betty de Villanueva per Hot milk (guanyador)
- La monja
- Toñi Nieto per R2 y el caso del cadáver sin cabeza
- Josep Quetglas per Rottweiler
- Josep Quetglas i Blanca Sánchez per Un rey en La Habana

### Pitjor pel·lícula estrangera
- Els Dalton de Philippe Haïm ( França) (guanyador)
- Embruixada de Nora Ephron ( Estats Units)
- L'exorcisme de l'Emily Rose de Scott Derrickson ( Estats Units)
- L'illa de Michael Bay ( Estats Units)
- La llegenda del Zorro de Martin Campbell ( Estats Units)

### Pitjor aportació internacional de l'any
- Orlando Bloom
- Vin Diesel
- Will Ferrell
- Paris Hilton (guanyadora)
- Rob Schneider

### Millor guió de l'any
- Jesús Ponce per 15 días contigo
- Telmo Esnal, Asier Altuna i Pablo Bueno per Aupa Etxebeste!
- Benito Zambrano i Ernesto Chao per Habana Blues
- Mateo Gil i Marcelo Piñeyro per El método (guanyador)
- Eduard Cortés i Piti Español per Otros días vendrán